# Dominika na Letnich Igrzyskach Olimpijskich 2024
Dominika na Letnich Igrzyskach Olimpijskich 2024 – występ kadry sportowców reprezentujących Dominikę na igrzyskach olimpijskich, które odbyły się w Paryżu we Francji, w dniach 26 lipca – 11 sierpnia 2024.
Reprezentacja Dominiki liczyła czterech zawodników – dwie kobiety i dwóch mężczyzn, którzy wystąpili w 2 dyscyplinach.
Był to ósmy start reprezentacji Dominiki na letnich igrzyskach olimpijskich.
Pierwszy w historii medal dla Dominiki wywalczyła Thea LaFond w trójskoku.

## Zdobyte medale
| Medal | Zawodnik    | Dyscyplina    | Konkurencja  | Rezultat | Data       |
| ----- | ----------- | ------------- | ------------ | -------- | ---------- |
| Złoto | Thea LaFond | Lekkoatletyka | Trójskok (k) | 15,02    | 3 sierpnia |

## Skład reprezentacji

### Lekkoatletyka

#### Konkurencje biegowe
| Zawodnik     | Konkurencja | Eliminacje | Eliminacje | Repasaże | Repasaże | Półfinał | Półfinał | Finał | Finał   | Źródło |
| Zawodnik     | Konkurencja | Wynik      | Miejsce    | Wynik    | Miejsce  | Wynik    | Miejsce  | Wynik | Miejsce | Źródło |
| ------------ | ----------- | ---------- | ---------- | -------- | -------- | -------- | -------- | ----- | ------- | ------ |
| Dennick Luke | 800 m (m)   | 1:47,54    | 8.         | 1:46,81  | 6.       | NQ       | NQ       | NQ    | NQ      |        |

#### Konkurencje techniczne
| Zawodnik    | Konkurencja  | Kwalifikacje | Kwalifikacje | Finał | Finał   | Źródło      |
| Zawodnik    | Konkurencja  | Wynik        | Miejsce      | Wynik | Miejsce | Źródło      |
| ----------- | ------------ | ------------ | ------------ | ----- | ------- | ----------- |
| Thea LaFond | Trójskok (k) | 14,35        | 3.           | 15,02 | złoto   | [ 2 ] [ 3 ] |

### Pływanie
| Zawodnik          | Konkurencja           | Eliminacje | Eliminacje | Półfinał | Półfinał | Finał | Finał | Źródło |
| Zawodnik          | Konkurencja           | Czas       | Poz.       | Czas     | Poz.     | Czas  | Poz.  | Źródło |
| ----------------- | --------------------- | ---------- | ---------- | -------- | -------- | ----- | ----- | ------ |
| Warren Lawrence   | 50 m st. dowolnym (m) | 24.67      | 52.        | NQ       | NQ       | NQ    | NQ    | [ 4 ]  |
| Jasmine Schofield | 50 m st. dowolnym (k) | 29.91      | 60.        | NQ       | NQ       | NQ    | NQ    | [ 5 ]  |